# Zen Peacemakers
De Zen Peacemakers is een netwerk van sociaal geëngageerd boeddhisten, verenigd in Zen Peacemakers International, de Zen Peacemaker Order, Zen Peacemaker Circles en betrokken individuen en bewegingen opgericht door leerlingen van zenleraar Bernie Glassman. Als een vervolg op de door Bernie Glassman opgerichte Greyston Foundation (New York, 1983), werden de Zen Peacemakers opgericht door Bernie en zijn tweede vrouw Sandra Jishu Holmes in 1996. Terwijl de Greystone Foundation was opgericht om de zenpraktijk in een breder verband te plaatsen en toe te passen op maatschappelijke en ecologische vraagstukken, leggen de Zen Peacemakers meer de nadruk op vredeswerk. De Zen Peacemaker Order werd opgericht door Bernie's derde vrouw, Eve Marko.

## Dharma-lijn
Hoewel de Zen Peacemakers zich hebben ontwikkeld uit de White Plum Asanga van Taizan Maezumi, maken zij daar geen officieel geen onderdeel vanuit. In 2006 droeg Bernie de leiding van de White Plum Asangha over aan Dennis Merzel om als lekenleraar de Zen Peacemakers te leiden.

## Intenties en spirituale praktijk
Zen Peacemakers integreren drie intenties in hun leven en werk: door eigen ideeën over de werkelijkheid los te laten (niet weten) wordt wezenlijk contact gemaakt met een situatie of persoon (erkennen wat is) waardoor liefdevol handelen mogelijk wordt (Actie). Vaak zijn Zen Peacemakers sociaal betrokken en actief in de zorg (palliatieve zorg), bij daklozen, vluchtelingen of gevangenen. In Parijs werd een soepkeuken voor immigranten gestart, in Polen een training geweldloze communicatie op openbare scholen en een hospice voor AIDS-patiënten. In het Auschwitz-project wordt tijdens retraites stilgestaan bij de gruwelijkheden van oorlog en geweld. Tijdens straatretraites leven de deelnemers tussen daklozen op straat. Er wordt gebedeld, doelloos gedwaald, geslapen op openbare plaatsen en gegeten in gaarkeukens. Zazen vindt in een park plaats. Deelnemers wisselen ervaring uit in een luistercirkel waarbij vanuit het hart gesproken en empathisch geluisterd wordt.

## Internationaal
Er zijn Zen Peacemakers organisaties in 12 landen, waaronder Oostenrijk, Brazilië, Duitsland, Mexico en Ierland. In de Verenigde Staten is het Upaya Instituut en Zen centrum, geleid door Joan Halifax, betrokken bij de Zen Peacemakers.
In 2013 werd de Zen Peacemakers Lage Landen opgericht, een regionale Zen Peacemaker Circle gericht op Nederland en België. Eind 2015 vond erkenning plaats als kerkgenootschap. Zenleraar Frank de Waele is 'Spirit Holder'.